# Jerzy Mordel
Jerzy Mordel (ur. 15 kwietnia 1969 w Lublinie) – polski żużlowiec.
Licencję żużlową zdobył w 1987 roku. Przez całą sportową karierę (do 2005 r.) reprezentował barwy klubu "Motor" (LKŻ, TŻ) Lublin. W 1991 r. zdobył tytuł drużynowego wicemistrza Polski, natomiast w 1994 r. wystąpił w rozegranym w Częstochowie finale drużynowego Pucharu Polski, zajmując II miejsce.
Dwa razy startował w finałach młodzieżowych drużynowych mistrzostw Polski (Gorzów Wielkopolski 1987 – IV m., Tarnów 1990 – brązowy medal), był również finalistą młodzieżowych mistrzostw Polski par klubowych (Gdańsk 1989 – IV m.).
Dwukrotnie uczestniczył w finałach indywidualnych mistrzostw Polski (Zielona Góra 1992 – XIV m., Bydgoszcz 1993 – V m.) oraz w finałach młodzieżowych indywidualnych mistrzostw Polski (Zielona Góra 1989 – jako rezerwowy, Bydgoszcz 1990 – XII m.). W 1990 r. zajął w Zielonej Górze IV m. w turnieju o "Srebrny Kask", natomiast w 1993 r. we Wrocławiu był drugi w zawodach o "Złoty Kask". W 1993 r. zajął III m. w rozegranym w Rzeszowie memoriale im. Eugeniusza Nazimka.
W 2008 r. powrócił na tor w barwach "Amatorskiego Klubu Żużlowego" z Lublina.